# St. Johannes Evangelist (Carum)

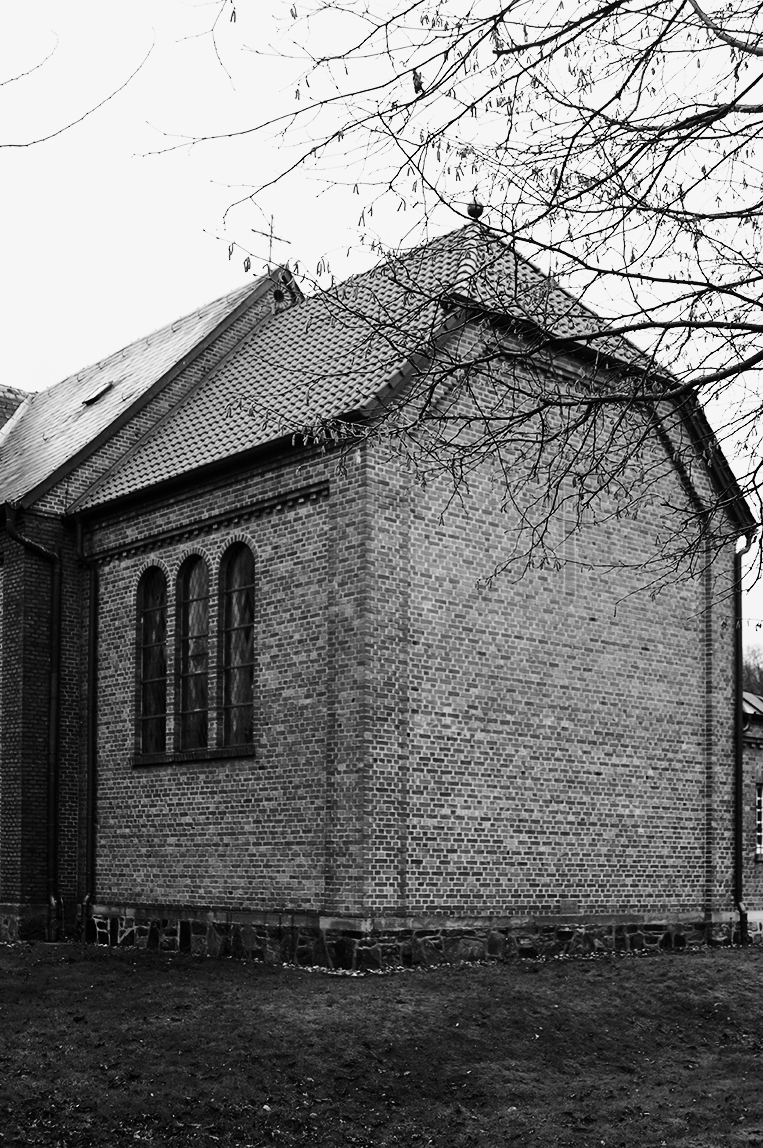
Altarraum der kath. Kirche St. Johannes Evangelist in Bakum-Carum

St. Johannes Evangelist in Carum, einem Ortsteil von Bakum im niedersächsischen Landkreis Vechta, ist eine römisch-katholische Filialkirche der Pfarrei St. Johannes Baptist (Bakum). Sie steht unter dem Patrozinium des Evangelisten Johannes und gehört zum Dekanat Vechta im Bistum Münster. Das Gotteshaus ist eine Kreuzkirche im romanisch-neugotischen Übergangsstil und bietet 300 Gläubigen Platz.

## Geschichte
Weil der Weg zur nächstgelegenen Pfarrei sehr weit war, wünschten sich die Katholiken der zu Bakum gehörenden Bauerschaft Carum ein eigenes Gotteshaus. Nur durch Spenden der Einwohner konnte dieser Wunsch realisiert werden.
Die vom Architekten Heinrich Elbers (Bevern) entworfene Kirche wurde 1890/91 in Carum gebaut. Das Gebäude ist ein Backsteinbau mit Turm und Querhaus. Die Gottesdienste feierte ein Geistlicher regelmäßig an Sonn- und Feiertagen. 1892 entstand aus dem Seelsorgebezirk eine eigene Kapellengemeinde. 1927 fand die Abpfarrung von der Mutterkirche Bakum statt.
Im Rahmen einer grundlegenden Renovierung und Umgestaltung erweiterte Ludger Sunder-Plaßmann (Münster) 1949/51 den Altarraum. Die Konsekration erfolgte am 21. Mai 1953 durch Weihbischof Heinrich Roleff. Ohne eigenen Pfarrer wurde die Gemeinde ab 1988 von St. Vitus (Vestrup) mitbetreut.
Durch Fusion entstand aus den Pfarreien Bakum, Carum, Lüsche und Vestrup am 13. April 2008 die neue Kirchengemeinde St. Johannes Baptist (Bakum). Am 1. Januar 2024 schlossen sich die katholischen Gemeinden in Bakum, Goldenstedt, Langförden, Vechta, Visbek und Wildeshausen zusammen zum Katholischen Kirchenverband „Pastoraler Raum Vechta“ mit Sitz in Vechta.

## Glocken
Im 28 Meter hohen Kirchturm von St. Johannes Evangelist hängen die folgenden zwei Bronzeglocken, die in Hemelingen gegossen wurden.
- Glocke 1: Schlagton: b1; Ø 91 cm; Gießerei: Franz Otto; Gussjahr: 1919
- Glocke 2: Schlagton: des2; Ø 73 cm; Gießerei: Franz Otto; Gussjahr: 1947[4]

## Orgel
Für St. Johannes Evangelist baute Friedrich Fleiter (Münster) 1922 eine Orgel (II+P/17). 1977 wurde die defekte Kirchenorgel abgebaut und durch eine elektronische Orgel ersetzt. Hoch über der Empore hängt nur noch das leere Gehäuse der Pfeifenorgel.
2021 wurde wieder eine elektronische Orgel angeschafft, weil die Aufstellung einer gebrauchten Pfeifenorgel aus Gründen der Emporen-Statik nicht möglich war.